# Backtjärnen (Rättviks socken, Dalarna)
Backtjärnen är en sjö i Rättviks kommun i Dalarna och ingår i Dalälvens huvudavrinningsområde.